# LDM
Lips Drunen Metaal (LDM) was een bedrijf op de Lipsstraat 42 in Drunen, dit bedrijf produceerde messing en aluminiumbrons halffabricaten. LDM gebruikte hiervoor een continue horizontale gietmachine en semi-continue verticale gietmachine. De laatste machine werd met name gebruikt voor de productie van speciale aluminiumbrons en koper-silicium houdende legeringen. Voor verwerking van de gietproducten beschikte men over een extrusiepers, trekkerij en gloeiovens.
Het bedrijf is in 1960 opgezet vanuit Lips Scheepsschroeven om messingstaven en -buizen te produceren. In 1982 werd Lips Scheepsschroeven opgesplitst waardoor messing staven vanaf dat moment geproduceerd werden door LDM en koperen buizen in het naastgelegen pand van HME.
In 1990 werd LDM overgenomen door de Zweedse onderneming Boliden, het bedrijf ging verder onder de naam Boliden LDM. Door financiële problemen was Boliden in 2004 genoodzaakt sommige van haar fabrieken - zoals de messing fabriek in Drunen - te verkopen. LDM ging over naar het Finse koper bedrijf Outokumpu, en kreeg de naam Outokumpu Copper LDM. Een paar jaar later zou Outokumpu haar strategie veranderen en zich alleen nog concentreren op de productie van roestvaststaal en daarbij kwam de messing fabriek weer in de verkoop. In 2008 bedroeg de productie 30.000 ton messing halffabricaten en er werkten 160 mensen.
Pas in juni 2012 lukte het LDM te verkopen en kwam de messing fabriek in handen van Metaalperswerk Bons en Evers (sinds 2016 BE | Allbrass Industrial) uit Borne. Het bedrijf ging verder onder de naam LDM Brass. Na moeilijke jaren met een afnemende vraag, overcapaciteit en lage prijzen is in 2020 de extrusie afdeling gesloten waarbij 60 van de overgebleven 110 banen verloren gingen. De gieterij zou blijven bestaan en er waren zelfs plannen voor uitbreiding, maar in juli 2020 ging de gieterij ook dicht.
Alle bedrijven van Lips zijn nu verdwenen aan de Lipsstraat in Drunen.